# اشتباكات أبوري 2021

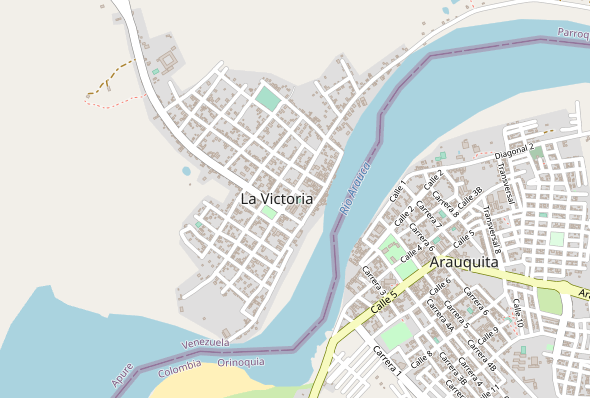
خريطة أبوري

اشتباكات أبوري 2021 بدأت في 21 مارس 2021، في جنوب بلدية باييز في ولاية أبوري في فنزويلا ، وتحديداً في لا فيكتوريا، وهو موقع على الحدود مع كولومبيا، بين مجموعات حرب العصابات التي تم تحديدها على أنهم منشقون عن القوات المسلحة الثورية الكولومبية والحكومة الفنزويلية بقيادة نيكولاس مادورو.
أثار النزاع نزوح ما لا يقل عن 6000 فنزويلي في الأراضي الكولومبية، وتدمير دار الجمارك في لا فيكتوريا، وقصف من قبل الطيران الفنزويلي، وضحيتان وعدة جرحى من القوات المسلحة الفنزويلية. زعماء حرب العصابات الكولومبية إيفان ماركيز وخيسوس سانتريتش تم تبرئتهم من المسؤولية عن الهجوم من قبل وسائل الإعلام، التي نسبت ذلك إلى المتمردين الداخليين للجماعة المسلحة. اتهم بعض المدنيين قوات الأمن بارتكاب انتهاكات، بما في ذلك اعتقال وقتل المدنيين، فضلا عن نهب وحرق المنازل. قال الميكانيكي خوسيه كاستيلو لرويترز إن الناس كانوا يرتدون زي الجيش الفنزويلي لتمييزهم على أنهم مقاتلين.
شجبت المنظمات غير الحكومية الفنزويلية مثل فونداريديس وبروفيا انتهاكات حقوق الإنسان التي ارتكبتها قوات الأمن الفنزويلية ضد المدنيين الفنزويليين، محذرة من أن وفاة خمسة من أقارب الأسرة في إل ريبيال يمكن أن تشكل عمليات قتل خارج نطاق القانون وتقارن بين مذبحة إل أمبارو في عام 1988، حيث قتل ضباط الجيش والشرطة الفنزويليون أربعة عشر صيادا وقدموهم على أنهم حرب العصابات.